# Peperomia cuspidata
Peperomia cuspidata är en pepparväxtart som beskrevs av Gustav Adolf Hugo Dahlstedt. Peperomia cuspidata ingår i släktet peperomior, och familjen pepparväxter. Inga underarter finns listade i Catalogue of Life.